# Florian Kamberi
Florian Kamberi (* 8. März 1995 in Tuggen) ist ein Schweizer Fussballspieler kosovarischer Abstammung, der aktuell beim rumänischen Verein FC Politehnica Iași unter Vertrag steht.

## Karriere

### Vereine
Kamberi begann seine Karriere als Jugendlicher beim FC Rapperswil-Jona und wechselte zur Saison 2014/15 zur U-21 der Grasshoppers Zürich. In der folgenden Saison debütierte der Stürmer in der Schweizer Super League am ersten Spieltag für die Profimannschaft, als er beim 5:3-Sieg gegen den FC Thun in der 90. Spielminute für Shani Tarashaj eingewechselt wurde. Sein erstes Profitor für Zürich erzielte er am dritten Spieltag dieser Saison beim 3:2-Sieg gegen den FC Zürich. Zur Saison 2016/17 wurde Kamberi an den deutschen Zweitligisten Karlsruher SC ausgeliehen. Sein Debüt für Karlsruhe gab er beim 1:1-Unentschieden gegen den FC St. Pauli am 5. Spieltag, als er in der 73. Spielminute für Charis Mavrias eingewechselt wurde. Beim 1:1-Unentschieden gegen Fortuna Düsseldorf am 8. Spieltag erzielte er seinen ersten Treffer für die Karlsruher.
Zur Saison 2017/18 kehrte er zu seinem Stammverein Grasshoppers Zürich zurück. Dort erzielte er am 13. August 2017 beim 10:0-Sieg gegen den CS Romontois in der ersten Runde des Schweizer Cups 2017/18 innerhalb von 193 Sekunden einen lupenreinen Hattrick und damit den schnellsten Hattrick der Schweizer Fussballgeschichte. Im Januar 2018 wurde Kamberi an den schottischen Erstligisten Hibernian Edinburgh ausgeliehen. Für die Hibs erzielte er in 14 Spielen neun Tore. In der Transferphase vom Sommer 2018 wurde bekannt, dass Kamberi mit einem Vertrag bis zum Ende der Saison 2020/21 bei Hibernian Edinburgh ausgestattet wird. Im Januar 2020 wurde Kamberi an die Glasgow Rangers ausgeliehen.
Danach wechselte Kamberi zum FC St. Gallen, bei dem er einen Dreijahresvertrag unterschrieb. Im Januar 2021 wurde er an den FC Aberdeen ausgeliehen. Im Sommer 2021 schloss er sich auf Leihbasis dem englischen Drittligisten Sheffield Wednesday an.
Im Sommer 2022 löste St. Gallen den Vertrag mit Kamberi vorzeitig auf, worauf dieser ablösefrei zum Super-League-Aufsteiger FC Winterthur wechselte und dort einen Einjahresvertrag unterschrieb.
Den FC Winterthur verliess Kamberi bereits im Winter vorzeitig, nachdem er dort bis zur Winterpause zu 14 Teileinsätzen gekommen war, um nach England zurückzukehren und bei Huddersfield Town einen Vertrag zu unterschreiben. Sein Vertrag wurde Ende der Saison 2022/23 nicht verlängert, und Kamberi war vereinslos, bis er am 14. Oktober 2023 einen Vertrag bei Slaven Belupo unterzeichnete. Nach einer erneuten etwa halbjährigen Phase der Vereinslosigkeit von Januar bis Juli 2024 schloss er sich im Sommer 2024 dem rumänischen Erstligisten FC Politehnica Iași an.

### Nationalmannschaften
Kamberi debütierte am 7. September 2015 für die Schweizer U-21-Nationalmannschaft beim 1:0-Sieg gegen Kasachstan. Beim Spiel gegen England am 26. März 2016 traf er erstmals für seine Auswahl. Zudem absolvierte er ein Spiel für die Schweizer U-20-Auswahl.